# Schrotkugelturm
Der Schrotkugelturm ist das Wahrzeichen des Berliner Kiezes Victoriastadt. Der Name leitet sich von der früheren Verwendung als Schrotturm ab. Seit 1939 werden in diesem Turm keine Schrotkugeln mehr hergestellt.

## Bauwerk
Die Bleigießerei und Maschinenfabrik Juhl & Söhne, seit 1901 Eigentümer des Grundstücks Nöldnerstraße (früher Prinz-Albert-Straße) 15 & 16, errichtete im Jahr 1908 den rechteckigen, 38 Meter hohen Backsteinturm als Teil des Anbaus des Fabrikflügels an ihr Wohn- und Kontorgebäude. Der Turm überragt das Dach des Gebäudes um 18 Meter. Die Arbeitsplattform im Obergeschoss ist über 197 Stufen zu erreichen.
Seine Fassadengliederung ist an oberitalienische Geschlechtertürme angelehnt.
In der DDR gehörte der Turm als Gießerei zum VEB Druckguß und Formbau. Bis zur Wende wurden in den Werkstatträumen von Schülern im Rahmen des Unterrichtsfachs Produktive Arbeit Fahrradkilometerzähler zusammengebaut.
Der Betriebsteil stand unter Denkmalschutz. Mit der Wiedervereinigung Deutschlands wurde der Denkmalschutz aufgehoben. Das Wohnhaus und der Turm stehen seit 1994 wieder unter Denkmalschutz. Der Turm wurde aufgrund von umfangreichen Schäden von 1998 bis 2000 für 230.000 DM saniert. Er ist in seiner Art einzigartig im Berliner und Brandenburger Raum.
Zu den beiden regulären Veranstaltungen Lange Nacht der Museen und Tag des offenen Denkmals sowie auf Führungen des Büros für Industriekultur lässt sich der Turm besichtigen.

## Ablauf der Schrotkugelherstellung
Bei der – 1782 von William Watts in Bristol entwickelten – Schrotkugelherstellung wurde im obersten Turmgeschoss Blei erhitzt, bis es flüssig wurde, und danach durch ein Kupfersieb in eine Fallröhre gegossen. Im freien Fall bildeten die Bleitropfen  Kugeln und gaben Wärme an die durchfallene Luft ab, wodurch sie erstarren. Vorteilhaft war, dass hierbei nicht wie bei gegossenen Schrotkugeln eine Gussnaht entstand, die vor der Verwendung der Kugeln noch abgefeilt werden musste.
Nach dem Eintauchen ins Wasser des Auffangbeckens wurden sie rasch weiter abgekühlt. Dem Wasser war Natriumsulfid und Talkum oder Öl zugesetzt.
Die Kugeln wurden nach dem Formprozess aus dem Abkühlbecken entnommen, getrocknet und sortiert.